# Миляев, Константин Сергеевич
Константин Сергеевич Миляев (род. 23 октября 1987) — украинский спортсмен по прыжкам в воду. Мастер спорта международного класса.

## Биография
Выпускник Николаевского национального университета им. В.А.Сухомлинского. 2012

## Спортивные достижения
- победитель Кубка европейских чемпионов вышка 10-метров (2005)
- бронзовый призёр чемпионата Европы вышка 10-метров (2006)
- бронзовый призёр Кубка европейских чемпионов вышка 10-метров (2006)
- победитель ХХІХ Универсиады вышка 10-метров (2009)
- участник Олимпийских игр в Пекине вышка 10-метров (2008)